# Kosmos 2492
Kosmos 2492, ruski satelit za kalibraciju radara iz programa Kosmos. Vrste je SKRL-756 (SKRL-756 1, br. ET11). 
Lansiran je 28. prosinca 2013. godine u 12:30 s kozmodroma Pljesecka. Lansiran je u nisku orbitu oko planeta Zemlje raketom nosačem Sojuz-2.1v/Volga. Orbita mu je 595 km u perigeju i 625 km u apogeju. Orbitna inklinacija mu je 82,42°. Spacetrackov kataloški broj je 39490. COSPARova oznaka je 2013-078-A. Zemlju obilazi u 96,89 minuta. Pri lansiranju bio je mase kg.
Lansiran skupa s još jednim satelitom SKRL-756 - pasivnim sferičnim satelitom za testiranje i kalibriranje radar baziranih na tlu. Na internetu ne postoji jedinstveni opis Kosmosa 2492, koji ponegdje opisom odgovara Kosmosu-2494 (SKRL-756 br. ET12, satelitu za kalibriranje radara). Lansiran je i s mikrosatelitom Aistom-1.
Razgonski blok (međuorbitni tegljač) Blok I 14S54 i iz niske orbite vratio se u atmosferu.

## Vanjske poveznice
- Состав группировки КНС ГЛОНАСС на 28.01.2012г Состояние ОГ (rus.)
- Glonass  Arhivirana inačica izvorne stranice od 18. lipnja 2006. (Wayback Machine) (rus.)
- Glonass Constellation Status (engl.)
- N2YO.com Search Satellite Database (engl.)
- Celes Trak SATCAT Format Documentation (engl.)
- Kunstman  Arhivirana inačica izvorne stranice od 12. kolovoza 2019. (Wayback Machine) Satellites in Orbit (engl.)